# Жарокова, Нюся Исхаковна
Нюся Исхаковна Жарокова (8 марта 1939, Хатажукай — 15 марта 1987, Хакуринохабль) — доярка колхоза имени Шовгенова Шовгеновского района Адыгейской автономной области Краснодарского края (ныне — Республики Адыгея). Герой Социалистического Труда (06.09.1973).

## Биография
Родилась 8 марта 1939 года в ауле Хатажукай Шовгеновского района, в семье колхозника. В 1958 году после окончания средней школы осталась работать в родном колхозе. Направили на ферму, назначили подменной дояркой. Уже в первые годы Нюся соревновалась со своими наставницами, опытными доярками Кадырхан Жароковой, Нахо Дзеукожевой в мастерстве машинного доения и получала высокие надои.
В 1970 году она надоила от каждой из 25 закреплённых коров по 2532 килограмма молока. В числе передовых животноводов Адыгеи Н. И. Жарокова была награждена орденом Трудового Красного Знамени.
В 1972 году от каждой коровы она надоила 2963 килограмма, а в 1973 году — 4490 килограммов молока и довела валовый надой до 95875 килограммов за что была удостоена высокого звания Героя Социалистического Труда.

"За большие успехи, достигнутые во всесоюзном социалистическом соревновании, и проявленную трудовую доблесть в выполнении обязательств по увеличению производства и заготовок продуктов животноводства в зимний период 1972—1973 гг. Указом Президиума Верховного Совета СССР от 6 сентября 1973 года присвоил Вам звание Героя Социалистического Труда с вручением ордена Ленина и золотой медали «Серп и Молот»— Н. Г. Апарин, А.В. Киселёв. Золотые Звёзды Адыгеи. — 2-е изд. доп. дораб.. — Майкоп: ГУП Республиканское издат.-полигр. предприятие Адыгея, 1980. — С. 147—148. — 220 с. — 5000 экз.
Ей присваивались почётные звания «Лучший животновод Кубани», «Ударник коммунистического труда», присуждается серебряная медаль ВДНХ.
В 1976 году она заочно закончила Майкопский сельскохозяйственный техникум, получила профессию зоотехника. В 1979 году при задании 65 тонн получила 95 тонн молока. Свою пятилетку она выполнила за четыре года.
Член КПСС с 1970 года. Неоднократно избиралась членом крайкома КПСС. Избиралась членом Шовгеновского райкома КПСС, депутатом районного Совета народных депутатов, членом парткома колхоза.
Умерла 15 марта 1987 года в а. Хакуринохабль Шовгеновского района Адыгея.

## Награды
- Золотая медаль «Серп и Молот» (06.09.1973);
- Орден Ленина (06.09.1973)
- Орден Трудового Красного Знамени
- Медаль «В ознаменование 100-летия со дня рождения Владимира Ильича Ленина» (6 апреля 1970)

## Память

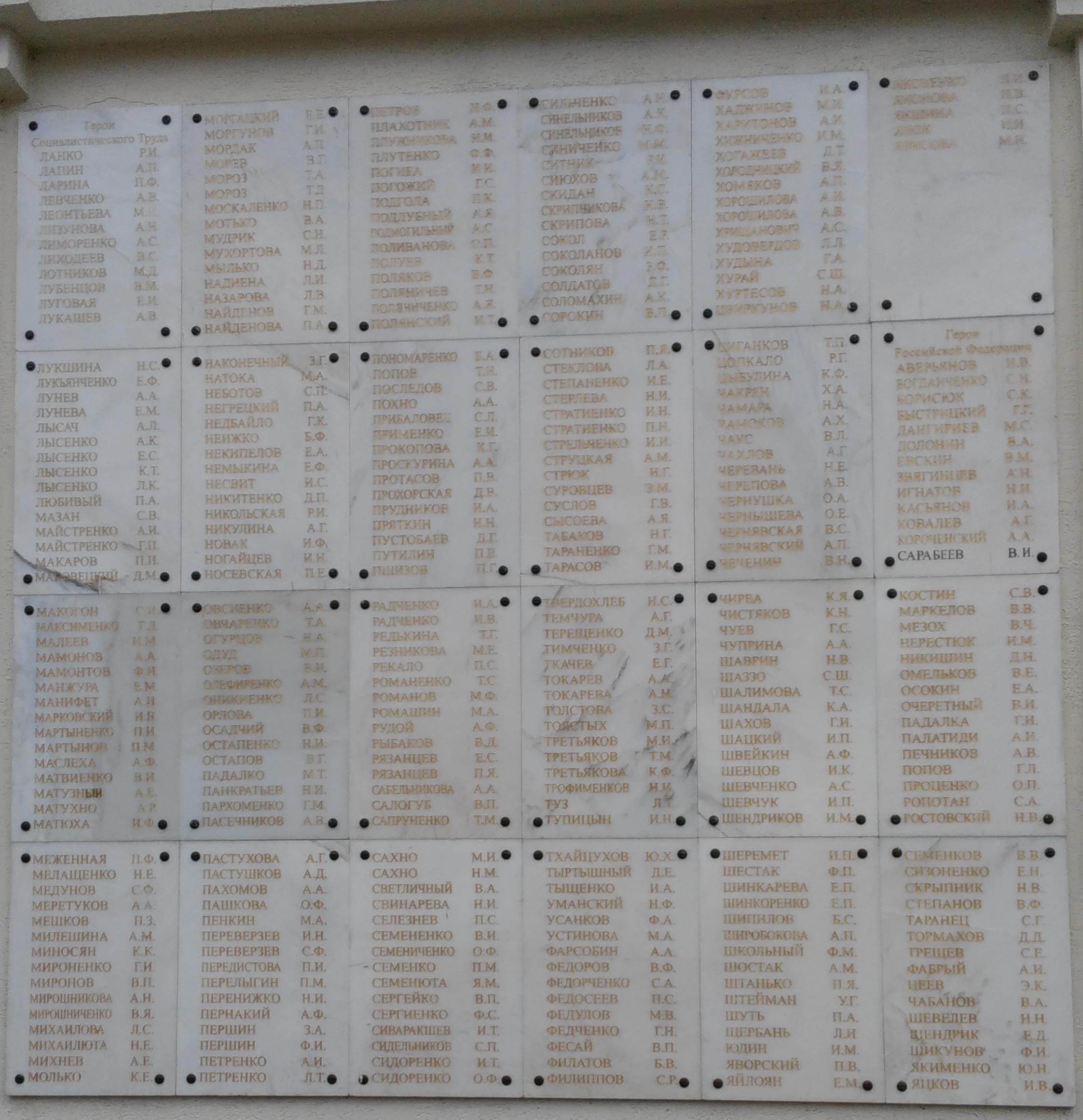
Мемориальная доска с именами Героев Социалистического Труда Кубани и Адыгеи. Краснодар 2017

- Имя Героя золотыми буквами вписано на мемориальной доске в Краснодаре.
- На могиле установлен надгробный памятник.